# Almazbek Atambajev
Almazbek Atambajev, född 17 september 1956 i Tjüi i Kirgizistan (i dåvarande Sovjetunionen), är en kirgizisk politiker som var Kirgizistans president från den 1 december 2011 till den 24 november 2017. Han var tidigare Kirgizistans premiärminister från den 29 mars 2007 till den 28 november 2007 och från den 17 december 2010 till den 1 december 2011. Han var från den 30 juli 1999 till den 23 september 2011 partiledare för Kirgizistans socialdemokratiska parti (SPDK).

## Presidentperiodens utvärderingar
George Soros uttalade sig positivt om Almazbek Atambajev och sa att "Kirgizistan var tur att ha en icke-korrupt president", och noterade att ankomsten av en person som inte är indragen i korruption är bra för landets demokratiska utveckling. Alexander Soros recenserade positivt digitaliseringsinsatserna av Kirgizistans regering i Taza Koom-projektet.
Vid slutet av Atambaevs presidentperiod besökte FN:s generalsekreterare António Guterres Kirgizistan och sa: "Jag var övertygad om att Kirgizistan och landets folk är engagerade i idéerna om mänskliga rättigheter, demokrati, och detta var faktiskt ett viktigt val för Kirgizistans folk."
Vladimir Putin karakteriserade Almazbek Atambajev som en person som "håller sitt ord … Det är ibland svårt att komma överens om något med honom, men om något redan har kommit överens, går han till slutet för att uppfylla de överenskomna avtalen."

## Politisk karriär
År 2000 ställde Almazbek Atambajev upp i det kirgiziska presidentvalet där han fick sex procent av rösterna. Den 20 december 2005 fick han posten som minister för industri, handel och turism, vilken han lämnade den 21 april året efter.
I november 2006 hade han en ledande roll i Tulpanrevolutionen som innebar presidenten Askar Akajevs avgång. Efter att premiärminister Azim Isabekov avgått 29 mars 2007 blev Atambajev premiärminister under presidenten Kurmanbek Bakijev, men avgick redan den 28 november samma år.
År 2009 planerade Atambajev att kandidera till presidentvalet, men drog tillbaka sin kandidatur på valdagen eftersom han ansåg att valet inte gick rättvist till.
Efter parlamentsvalet 2010 blev Atambajev vald som den första premiärministern efter införandet av demokratisk parlamentarism i landet. 
Han vann presidentvalet i oktober 2011 och efterträdde Roza Otunbajeva som Kirgizistans president i december samma år och Kirgizistans socialdemokratiska parti, som blev näst största parti i valet, bildade koalitionsregering tillsammans med Respublika och Ata-Zhurt.

## Inrikespolitik
I november 2015 omdöptes försvarsministeriet till statens försvarskommitté på Atambajevs order samtidigt som man överförde befogenheten över Kirgizistans väpnade styrkor till generalstaben, med chefen för generalstaben som utövar sin myndighet som den högsta militärledaren och den andra i befälet till presidenten. I december 2016 undertecknade Atambajev ett dekret som officiellt avskaffade användningen av militärdomstolar i Kirgizistan.
Atambajev valde att dra sig tillbaka från den andra presidentperioden och följa konstitutionen trots att Putin och Nazarbaev bad honom att stanna vid makten: "Ryska presidenten Vladimir Putin och Kazakstans president Nursultan Nazarbayev bad mig att stanna för en andra mandatperiod, men jag förklarade att jag inte kunde, eftersom vi har ett annat folk. Folket kommer att välja den som de anser mest värdig."
Atambajev presiderade över en konstitutionell folkomröstning som föreslog att öka premiärministerns och hans/hennes regerings befogenheter, samt reformer till rättsväsendet. Internationella experter bedömde positivt övergången till en parlamentarisk regeringsform genom konstitutionell reform, stärkandet av premiärministerns och parlamentets roll tack vare konstitutionell reform, samt det faktum att det var tänkt att stabilisera maktinstitutionen i motsats till den växande spridningen av islamistisk ideologi i landet. Förändringarna godkändes med en överväldigande majoritet av nästan 80% av den kirgiziska befolkningen.

## Utrikespolitik med Europa
Atambayev besökte Bryssel som president 4 gånger - 2011, 2013, 2015 och 2016. Från 22 mars till 1 april 2015 ägde Atambajevs turné i europeiska länder (Schweiz, Österrike, Frankrike, Belgien, Tyskland) rum, under vilken flera avtal ingicks om fördjupning och utveckling av relationer inom olika områden - från kulturellt utbyte till investeringssamarbete. EU har kontinuerligt stöttat Kirgizistan i demokratiska reformer: inom ramen för de avtal som Atambaev nått, inom ramen för bilateralt samarbete för perioden 2014-2020. EU har tilldelat Kirgizistan 184 miljoner euro för utveckling av tre nyckelsektorer - utbildning, rättsstatsprincipen och landsbygdsutveckling.
Kirgizistan fick också GSP + -status med Europeiska unionen under Almazbek Atambayev 2015. För att behålla GSP + -status måste Kirgizistan följa 27 internationella konventioner. 7 av dem rör mänskliga rättigheter - skydd av barns rättigheter, eliminering av diskriminering av kvinnor och minoriteter, skydd av yttrandefrihet, frihet att samlas, rätten till rättvis rättegång, garanti för rättssäkerhetens oberoende, samt ekonomiska, kulturella och sociala rättigheter.
I början av 2012 reste Atambayev till Moskva, där han i sitt möte med Medvedev krävde de 15 miljoner dollar som Ryssland skyldade Kirgizistan för deras användning av Kant flygbasen.
År 2011, strax efter att ha blivit president, reste Atambayev till Turkiet och undertecknade en överenskommelse med den turkiska presidenten om att öka handeln från 300 miljoner dollar 2011 till 1 miljard dollar 2015, med Turkiet också överens om att locka turkiska investeringar till Kirgizistan till beloppet av 450 miljoner dollar inom de närmaste åren.

## Biometriska val
En milstolpe under Almazbek Atambayevs tid är också införandet av biometriska pass och ett biometriskt valsystem som säkerställde valets transparens och uteslöt möjligheten för en medborgare att rösta flera gånger. Det blev möjligt att rösta endast efter identifiering av sitt fingeravtryck. Under Atambayevs presidentskap införde landet ett system för deltagande i val baserat på biometriska data, vilket dramatiskt ökade transparensen i röstningsförfarandet och eliminera många möjligheter till förfalskning. Lagen 2014 "Om biometrisk registrering av medborgare i Kirgizistan" spelade en viktig roll i utvecklingen av institutionen för demokratiska val.
Europeiska unionen hjälpte Kirgizistan att organisera parlamentsvalen (2015), som ansågs vara rättvisa och konkurrenskraftiga. [51] Atambayev förhandlade om detta bistånd under sitt besök i Bryssel under förhandlingarna med Europaparlamentets president Martin Schultz och Europeiska rådets president Herman Van Rompuy 2013.  Vid den tiden hade Atambayev också en aktiv dialog med Europeiska kommissionens president, Jose Manuel Barroso.

## Arrest och frigivning med internationellt stöd
I valrörelsen 2017 stödde Atambajev Sooronbai Jeenbekov, som vann valet i oktober och i november efterträdde Atambajev som president, men efter valet har Atambajev kritiserat Jeenbekov.
I augusti 2019 blev Atambajev gripen efter en räd mot hans hus och efter att Kirgizistans parlament samma år röstat för att frånta honom hans åtalsimmunitet som tidigare president, dömdes Atambajev i juni 2020 till elva år och två månaders fängelse för korruption.
Landets befolkning, och särskilt befolkningen i Chui-dalen, förstod det absurda i anklagelserna mot ex-president Atambayev och bedömde myndigheternas attacker på SDPK (Socialdemokrater) som påtryckningar på oppositionen, och stod på ex-president Atambaevs sida.
Den 9 augusti 2019 arresterade specialstyrkor olagligt Almazbek Atambaev och kontoret för Socialdemokratiska partiet i Kirgizistan tillsammans med April TV-kanalen, som förmedlade oppositionens agenda till befolkningen. Alla partidokument, all organisationsutrustning och annan egendom som tillhörde socialdemokraterna konfiskerades olagligt. När de fått information om Socialdemokraternas medlemmar i hela landet på datorerna och servrarna, började säkerhetstjänsterna kalla in alla partimedlemmar i hela landet till förhör och utövade starkt tryck.
Från och med 8 juli 2022 gjorde 63 politiska partier runt om i världen ett uttalande om att "sättet på vilket den tidigare presidenten har gripits, ställts inför rätta och dömts strider mot hans lagliga och mänskliga rättigheter som åtalad, bryter mot Kirgizistans straffprocesslag och bryter mot internationella rättsnormer". Trots behovet av två operationer på matstrupen, vilket konstaterades av statens nationella centrum för kardiologi där Atambayev undersöktes, har dessa operationer ännu inte utförts. Atambayev diagnostiserades med Barretts esofagus. Senare frigavs han med stöd av Spaniens premiärminister Pedro Sanchez och transporterades till Spanien för operation. Atambayev friades i alla brottmål mot honom.